# Meteoryt z Wedderburn
Meteor z Wedderburn – meteoroid, który w 1951 r. znaleziono w pobliżu Wedderburn w stanie Wiktoria w Australii. W 2019 r. odkryto w nim minerał występujący na Ziemi jedynie w produktach przetapiania żelaza i na cześć Edwarda R.D. Scotta nazwany edscottite. Upadku meteorytu o masie 210 g nie zaobserwowano.